# Франк Мозер (тенісист)
Франк Мозер (нім. Frank Moser; нар. 23 вересня 1976) — колишній німецький тенісист.
Найвищу одиночну позицію світового рейтингу — 288 місце досяг 18 серпня 2003, парну — 47 місце — 21 травня 2012 року.
Здобув 1 парний титул.
Найвищим досягненням на турнірах Великого шолома було 2 коло в парному розряді.
Завершив кар'єру 2017 року.

## Фінали турнірів ATP за кар'єру

### Парний розряд: 4 (1–3)
| Легенда                                     |
| ------------------------------------------- |
| Турніри Великого шлему (0–0)                |
| Фінали Світового туру ATP (0–0)             |
| Серія Мастерс 1000 Світового Туру ATP (0–0) |
| Серія 500 Світового туру ATP (0–0)          |
| Серія 250 Світового туру ATP (1–3)          |

| Фінали за покриттям |
| ------------------- |
| Тверде (1–3)        |
| Ґрунт (0–0)         |
| Трава (0–0)         |
| Килим (0–0)         |

| Результат | В-П | Дата     | Турнір                           | Покриття   | Партнер          | Суперники                           | Рахунок               |
| --------- | --- | -------- | -------------------------------- | ---------- | ---------------- | ----------------------------------- | --------------------- |
| Перемога  | 0–1 | Сер 2009 | Los Angeles Open, США            | Тверде     | Бенжамін Бекер   | Боб Браян Майк Браян                | 4–6, 6–7(2–7)         |
| Поразка   | 0–2 | Лип 2011 | Відкритий чемпіонат Атланти, США | Тверде     | Маттіас Бахінгер | Олександр Богомолов Меттью Ебден    | 6–3, 5–7, [8–10]      |
| Поразка   | 0–3 | Лют 2012 | San Jose Open, США               | Тверде (i) | Кевін Андерсон   | Марк Ноулз (тенісист) Ксав'є Малісс | 4–6, 6–1, [5–10]      |
| Перемога  | 1–3 | Лют 2013 | San Jose Open, США               | Тверде (i) | Ксав'є Малісс    | Ллейтон Г'юїтт Марінко Матосевич    | 6–0, 6–7(5–7), [10–4] |

## Фінали ATP Челленджерів і ITF Ф'ючерсів

### Одиночний розряд: 4 (0–4)
| Легенда           |
| ----------------- |
| Челленджери (0–1) |
| Ф'ючерси (0–3)    |

| Результат | В-П | Дата     | Турнір            | Рівень     | Покриття | Суперник             | Рахунок                 |
| --------- | --- | -------- | ----------------- | ---------- | -------- | -------------------- | ----------------------- |
| Поразка   | 0–1 | Вер 2001 | Kawaguchi, Японія | Ф'ючерс    | Тверде   | Даґ Богабой          | 3–6, 4–6                |
| Поразка   | 0–1 | Гру 2002 | Бангкок, Таїланд  | Челленджер | Тверде   | Джон ван Лоттум      | 5–7, 4–6                |
| Поразка   | 0–2 | Чер 2003 | Leun, Німеччина   | Ф'ючерс    | Ґрунт    | Себастьян Єґер       | 4–6, 6–3, 4–6           |
| Поразка   | 0–3 | Гру 2005 | Chandigarh, Індія | Ф'ючерс    | Тверде   | Айсам-уль-Хак Куреші | 6–7(6–8), 7–6(7–5), 4–6 |

### Парний розряд: 60 (25–35)
| Легенда             |
| ------------------- |
| Челленджери (15–21) |
| Ф'ючерси (10–14)    |

| Результат | В-П   | Дата     | Турнір                      | Рівень     | Покриття   | Партнер            | Суперники                                | Рахунок                      |
| --------- | ----- | -------- | --------------------------- | ---------- | ---------- | ------------------ | ---------------------------------------- | ---------------------------- |
| Поразка   | 0–1   | Лип 1999 | Kassel, Німеччина           | Ф'ючерс    | Ґрунт      | Бернард Парун      | Юрій Щукін Андреас Таттермуш             | 4–6, 1–6                     |
| Перемога  | 1–1   | Лип 2000 | Bourg-en-Bresse, Франція    | Ф'ючерс    | Ґрунт      | Тобіас Клеменс     | Пітер Калітз Бенжамен Кассень            | 6–4, 6–4                     |
| Поразка   | 1–2   | Чер 2001 | Villingen, Німеччина        | Ф'ючерс    | Ґрунт      | Бернард Парун      | Юган Сеттерґрен Мелле ван Ґемерден       | 4–6, 4–6                     |
| Поразка   | 1–3   | Лип 2001 | Печ, Угорщина               | Ф'ючерс    | Ґрунт      | Хосе Марія Арнедо  | Корнель Бардоцкі Золтан Надь             | 2–6, 5–7                     |
| Поразка   | 1–4   | Лип 2001 | Будапешт, Угорщина          | Ф'ючерс    | Ґрунт      | Серхіо Еліас       | Корнель Бардоцкі Золтан Надь             | 3–6, 6–3, 5–7                |
| Поразка   | 1–5   | Вер 2001 | Cheongju, Південна Корея    | Ф'ючерс    | Ґрунт      | Александер Флок    | Роберто Альварес Жордан Добль            | 4–6, 6–4, 2–6                |
| Перемога  | 2–5   | Жов 2001 | Гонконг                     | Ф'ючерс    | Тверде     | Бернард Парун      | Даґ Богабой Алекс Вітт                   | 6–4, 6–4                     |
| Поразка   | 2–6   | Лис 2001 | Паттая, Таїланд             | Ф'ючерс    | Тверде     | Лу Єн-Сун          | Петер Хандойо Равен Класен               | 3–6, 2–6                     |
| Перемога  | 3–6   | Лис 2001 | Нонтхабурі, Таїланд         | Ф'ючерс    | Тверде     | Лу Єн-Сун          | Рік де Вуст Йоган дю Рандт               | 6–2, 6–4                     |
| Поразка   | 3–7   | Лис 2001 | Hanoi, В'єтнам              | Ф'ючерс    | Тверде     | Лу Єн-Сун          | Ліор Дахан Рік де Вуст                   | w/o                          |
| Перемога  | 4–7   | Чер 2002 | Oberweier, Німеччина        | Ф'ючерс    | Ґрунт      | Мартін Войзечлаґер | Маркус Баєр Філіпп Ґрюндлер              | w/o                          |
| Перемога  | 5–7   | Лип 2002 | Лісабон, Португалія         | Ф'ючерс    | Ґрунт      | Жерон Массон       | Жордан Добль Себастьян Ламі              | 7–6(7–5), 6–2                |
| Поразка   | 5–8   | Вер 2002 | El Menzah, Туніс            | Ф'ючерс    | Тверде     | Бенжамен Кассень   | Генрік Андерссон Люк Буржуа              | 6–7(5–7), 7–6(7–5), 6–7(5–7) |
| Перемога  | 6–8   | Вер 2002 | Mulhouse, Франція           | Ф'ючерс    | Тверде     | Бернард Парун      | Рік де Вуст Дірк Стеґманн                | 6–4, 6–7(5–7), 6–4           |
| Перемога  | 7–8   | Жов 2002 | Forbach, Франція            | Ф'ючерс    | Килим (i)  | Бернард Парун      | Ерве Каршер Жульєн Матьє                 | 6–1, 3–6, 6–1                |
| Перемога  | 8–8   | Кві 2003 | Агуаскальєнтес, Мексика     | Ф'ючерс    | Ґрунт      | Бернард Парун      | Едуарду Борер Роналду Карвалю            | 4–6, 6–3, 7–6(7–1)           |
| Перемога  | 1–0   | Лип 2003 | Реканаті, Італія            | Челленджер | Тверде     | Мануель Джоркуера  | Родольф Кадар Дуді Села                  | 6–4, 7–5                     |
| Поразка   | 8–9   | Кві 2004 | Доха, Катар                 | Ф'ючерс    | Тверде     | Бернард Парун      | Флорін Мерджа Горія Текеу                | 1–6, 2–6                     |
| Поразка   | 8–10  | Чер 2004 | Mishref, Кувейт             | Ф'ючерс    | Тверде     | Себастьян Фіц      | Роган Бопанна Мустафа Гусе               | 6–4, 4–6, 3–6                |
| Перемога  | 9–10  | Чер 2004 | Mishref, Кувейт             | Ф'ючерс    | Тверде     | Себастьян Фіц      | Гурам Костава Рамін Разіяні              | 3–6, 6–3, 6–2                |
| Поразка   | 1–1   | Вер 2004 | Tehran, Іран                | Челленджер | Ґрунт      | Жан-Мішель Пекері  | Олівер Марах Жан-Клод Шеррер             | 0–6, 0–6                     |
| Поразка   | 1–2   | Жов 2004 | Кіто, Еквадор               | Челленджер | Ґрунт      | Лукаш Кубот        | Сантьяго Гонсалес Алехандро Ернандес     | 6–2, 2–6, 4–6                |
| Поразка   | 1–3   | Лис 2004 | Богота, Колумбія            | Челленджер | Ґрунт      | Річард Баркер      | Серхіо Ройтман Сантьяго Вентура Бертомеу | 5–7, 4–6                     |
| Перемога  | 10–10 | Чер 2005 | Стамбул, Туреччина          | Ф'ючерс    | Тверде     | Бернард Парун      | Костянтин Кравчук Алекс Павлюченков      | 3–6, 7–6(7–2), 6–4           |
| Поразка   | 10–11 | Жов 2005 | Sarreguemines, Франція      | Ф'ючерс    | Тверде (i) | Радім Житко        | Патріс Атіас Антуан Беннето              | 6–2, 4–6, 3–6                |
| Перемога  | 2–3   | Лис 2005 | Сандерленд, Велика Британія | Челленджер | Тверде (i) | Себастьян Рішик    | Крістофер Кас Філіпп Пецшнер             | 6–4, 6–7(3–7), 6–4           |
| Поразка   | 10–12 | Гру 2005 | Chandigarh, Індія           | Ф'ючерс    | Тверде     | Вішал Уппал        | Каран Растогі Ашутош Сінгх               | 6–7(5–7), 3–6                |
| Поразка   | 2–4   | Бер 2006 | Вольфсбург, Німеччина       | Челленджер | Килим (i)  | Себастьян Рішик    | Жан-Клод Шеррер Урос Віко                | 6–7(3–7), 7–6(7–5), [8–10]   |
| Поразка   | 10–13 | Бер 2006 | Oberentfelden, Швейцарія    | Ф'ючерс    | Килим (i)  | Джузеппе Менга     | Карл-Генрік Гансен Фредерік Нільсен      | 2–6, 5–7                     |
| Перемога  | 3–4   | Лип 2006 | Куенка, Еквадор             | Челленджер | Ґрунт      | Александер Сачко   | Сантьяго Хіральдо Карлос Саламанка       | 3–6, 6–3, [10–6]             |
| Поразка   | 3–5   | Лип 2006 | Гранбі, Канада              | Челленджер | Тверде     | Лу Єн-Сун          | Алессандро Ґравіна Гарі Лугассі          | 2–6, 6–7(2–7)                |
| Поразка   | 3–6   | Сер 2006 | Самарканд, Узбекистан       | Челленджер | Ґрунт      | Чон Ун Сон         | Івабуті Сатосі Мотомура Гоїті            | 6–2, 2–6, [5–10]             |
| Поразка   | 3–7   | Жов 2006 | Ренн, Франція               | Челленджер | Килим (i)  | Томаш Беднарек     | Грегорі Карраз Матьє Монкур              | 3–6, 6–3, [4–10]             |
| Поразка   | 10–14 | Січ 2007 | Nußloch, Німеччина          | Ф'ючерс    | Килим (i)  | Томаш Беднарек     | Філіпп Маркс Флорін Мерджа               | 3–6, 5–7                     |
| Перемога  | 4–7   | Вер 2007 | Орлеан, Франція             | Челленджер | Тверде (i) | Джеймс Серретані   | Томаш Беднарек Міхал Пшисєнжний          | 6–1, 7–6(7–2)                |
| Перемога  | 5–7   | Лис 2007 | Туніс, Туніс                | Челленджер | Тверде     | Іван Додіг         | Яспер Сміт Мартейн ван Гастерен          | 4–6, 7–5, [11–9]             |
| Перемога  | 6–7   | Чер 2008 | Карлсруе, Німеччина         | Челленджер | Ґрунт      | Даніель Коллерер   | Чон Ун Сон Джозеф Сіріанні               | 6–2, 7–5                     |
| Поразка   | 6–8   | Чер 2008 | Фюрт, Німеччина             | Челленджер | Ґрунт      | Даніель Коллерер   | Філіпп Маркс Александер Пея              | 3–6, 3–6                     |
| Перемога  | 7–8   | Сер 2008 | Стамбул, Туреччина          | Челленджер | Тверде     | Міхаель Кольманн   | Давід Шкох Ігор Зеленай                  | 7–6(7–4), 6–4                |
| Перемога  | 8–8   | Сер 2008 | Женева, Швейцарія           | Челленджер | Ґрунт      | Даніель Коллерер   | Раміз Джунейд Філіпп Маркс               | 7–6(7–5), 3–6, [10–8]        |
| Поразка   | 8–9   | Кві 2009 | Неаполь, Італія             | Челленджер | Ґрунт      | Лукаш Росол        | Пабло Куевас Давід Марреро               | 4–6, 3–6                     |
| Поразка   | 8–10  | Кві 2010 | Батон-Руж, США              | Челленджер | Тверде     | Кріс Гуччоне       | Стівен Гасс Джозеф Сіріанні              | 6–1, 2–6, [11–13]            |
| Перемога  | 9–10  | Лип 2010 | Оберштауфен, Німеччина      | Челленджер | Ґрунт      | Лукаш Росол        | Ганс Подліпнік Кастільйо Макс Радічніґґ  | 6–0, 7–5                     |
| Перемога  | 10–10 | Вер 2010 | Комо, Італія                | Челленджер | Ґрунт      | Давід Шкох         | Мартін Еммріх Матеуш Ковальчик           | 5–7, 7–6(7–2), [10–5]        |
| Перемога  | 11–10 | Вер 2010 | Ізмір, Туреччина            | Челленджер | Тверде     | Раміз Джунейд      | Джеймі Дельгадо Джонатан Маррей          | 6–2, 6–4                     |
| Перемога  | 12–10 | Жов 2010 | Сеул, Південна Корея        | Челленджер | Тверде     | Раміз Джунейд      | Вашек Поспішил Аділ Шамасдін             | 6–3, 6–4                     |
| Поразка   | 12–11 | Лис 2010 | Зальцбург, Австрія          | Челленджер | Тверде (i) | Раміз Джунейд      | Александер Пея Мартін Сланар             | 6–7(1–7), 3–6                |
| Поразка   | 12–12 | Січ 2011 | Гайльбронн, Німеччина       | Челленджер | Тверде (i) | Давід Шкох         | Джеймі Дельгадо Джонатан Маррей          | 1–6, 4–6                     |
| Перемога  | 13–12 | Чер 2011 | Fürth, Німеччина            | Челленджер | Ґрунт      | Раміз Джунейд      | Хорхе Агілар Хуліо Сесар Кампосано       | 6–2, 6–7(2–7), [10–6]        |
| Поразка   | 13–13 | Бер 2012 | Барранкілья, Колумбія       | Челленджер | Ґрунт      | Марсель Фельдер    | Ніколас Монро Мацек Сикут                | 6–2, 3–6, [5–10]             |
| Поразка   | 13–14 | Сер 2012 | Аптос, США                  | Челленджер | Тверде     | Кріс Гуччоне       | Рік де Вуст Джон Пірс (тенісист)         | 7–6(7–5), 1–6, [4–10]        |
| Поразка   | 13–15 | Жов 2012 | Ташкент, Узбекистан         | Челленджер | Тверде     | Раміз Джунейд      | Андре Бегеманн Мартін Еммріх             | 7–6(7–2), 6–7(2–7), [8–10]   |
| Перемога  | 14–15 | Сер 2013 | Меербуш, Німеччина          | Челленджер | Ґрунт      | Раміз Джунейд      | Дастін Браун Філіпп Маркс                | 6–3, 7–6(7–4)                |
| Поразка   | 14–16 | Чер 2014 | Мілан, Італія               | Челленджер | Ґрунт      | Джеймс Серретані   | Гільєрмо Дюран Максімо Гонсалес          | 3–6, 3–6                     |
| Поразка   | 14–17 | Вер 2014 | Генуя, Італія               | Челленджер | Ґрунт      | Александер Сачко   | Даніеле Браччалі Потіто Стараче          | 3–6, 4–6                     |
| Поразка   | 14–18 | Вер 2014 | Б'єлла, Італія              | Челленджер | Ґрунт      | Александер Сачко   | Марко Чеккінато Маттео Віола             | 5–7, 0–6                     |
| Поразка   | 14–19 | Жов 2014 | Ташкент, Узбекистан         | Челленджер | Тверде     | Александер Сачко   | Лукаш Лацко Анте Павич                   | 3–6, 6–3, [11–13]            |
| Поразка   | 14–20 | Бер 2015 | Драммонвіль, Канада         | Челленджер | Тверде (i) | Френк Данцевич     | Філіп Бестер Кріс Гуччоне                | 4–6, 6–7(6–8)                |
| Перемога  | 15–20 | Лис 2015 | Андрія, Італія              | Челленджер | Тверде (i) | Марко К'юдінеллі   | Дастін Браун Карстен Болл                | 7–6(7–5), 7–5                |
| Поразка   | 15–21 | Січ 2016 | Мауї, США                   | Челленджер | Тверде     | Алекс Болт         | Джейсон Янґ Денис Новіков                | 3–6, 6–4, [8–10]             |

## Досягнення в парному розряді
| W | Ф | ПФ | ЧФ | #Р | КТ | К# | DNQ | A | NH |

| Турнір                                 | 2001  | 2002  | 2003  | 2004  | 2005  | 2006  | 2007  | 2008  | 2009  | 2010  | 2011  | 2012  | 2013  | 2014  | 2015  | 2016  | 2017  | SR     | В-П   |
| -------------------------------------- | ----- | ----- | ----- | ----- | ----- | ----- | ----- | ----- | ----- | ----- | ----- | ----- | ----- | ----- | ----- | ----- | ----- | ------ | ----- |
| Турніри Великого шлему                 |       |       |       |       |       |       |       |       |       |       |       |       |       |       |       |       |       |        |       |
| Відкритий чемпіонат Австралії з тенісу |       |       |       |       |       |       |       |       |       |       |       | 1р    | 1р    |       |       |       |       | 0 / 2  | 0–2   |
| Відкритий чемпіонат Франції з тенісу   |       |       |       |       |       |       |       |       | 1р    |       |       | 1р    | 1р    |       | 2р    |       |       | 0 / 4  | 1–4   |
| Вімблдонський турнір                   |       |       |       |       |       |       |       |       | 2р    | К1р   | 2р    | 2р    | 2р    |       | К1р   | К1р   |       | 0 / 4  | 4–4   |
| Відкритий чемпіонат США з тенісу       |       |       |       |       |       |       |       |       | 1р    |       | 2р    | 1р    |       |       | 1р    |       |       | 0 / 4  | 1–4   |
| В-П                                    | 0–0   | 0–0   | 0–0   | 0–0   | 0–0   | 0–0   | 0–0   | 0–0   | 1–3   | 0–0   | 2–2   | 1–4   | 1–3   | 0–0   | 1–2   | 0–0   | 0–0   | 0 / 14 | 6–14  |
| Загальна статистика                    |       |       |       |       |       |       |       |       |       |       |       |       |       |       |       |       |       |        |       |
| Титули / Фінали                        | 0 / 0 | 0 / 0 | 0 / 0 | 0 / 0 | 0 / 0 | 0 / 0 | 0 / 0 | 0 / 0 | 0 / 1 | 0 / 0 | 0 / 1 | 0 / 1 | 1 / 1 | 0 / 0 | 0 / 0 | 0 / 0 | 0 / 0 | 1 / 4  | 1 / 4 |
| Разом виграшів–поразок                 | 0–0   | 0–0   | 0–0   | 0–0   | 0–0   | 0–2   | 1–3   | 6–5   | 4–13  | 0–5   | 12–12 | 19–21 | 10–14 | 2–7   | 3–9   | 3–4   | 0–0   | 60–95  | 60–95 |
| Рейтинг на кінець року                 | 341   | 306   | 358   | 173   | 284   | 138   | 141   | 93    | 108   | 114   | 76    | 67    | 97    | 133   | 118   | 217   | N/A   | 39%    | 39%   |

## Перемоги над гравцями першої 10-ки
| #    | Партнер      | Суперники                    | Рейтинг | Турнір                                 | Покриття | Р-д | Рахунок          | Рейтинг Мозера |
| ---- | ------------ | ---------------------------- | ------- | -------------------------------------- | -------- | --- | ---------------- | -------------- |
| 2001 |              |                              |         |                                        |          |     |                  |                |
| 1.   | Лі Хьон Тхек | Магеш Бгупаті Віттая Самредж | 6 1535  | Bangkok Challenger, Таїланд            | Тверде   | 1р  | 6–2, 6–4         | 390            |
| 2011 |              |                              |         |                                        |          |     |                  |                |
| 2.   | Іво Карлович | Боб Браян Майк Браян         | 1       | Відкритий чемпіонат США, Нью-Йорк, США | Тверде   | 1р  | 6–4, 2–6, 6–2    | 68             |
| 2012 |              |                              |         |                                        |          |     |                  |                |
| 3.   | Іво Карлович | Боб Браян Майк Браян         | 1       | Делрей-Біч, США                        | Тверде   | ЧФ  | 4–6, 6–4, [10–4] | 62             |